# Donte Thomas
Donte Thomas (Calumet City, Illinois, 6 de mayo de 1996) es un jugador de baloncesto estadounidense que pertenece a la plantilla del Fortitudo Bologna de la Serie A2 italiana. Con 2,01 metros de estatura, juega en la posición de ala-pívot.

## Trayectoria deportiva
Jugó durante cuatro temporadas con los Bradley Braves y tras no ser drafteado en 2018, el 5 de agosto de 2018, Thomas firmó un contrato de un año con KTP Basket Kotka de la Korisliiga finlandesa. Durante la temporada 2018-19 Thomas promedió 15.5 puntos y 8.4 rebotes en 46 juegos con el equipo finlandés en la Korisliiga. 
En junio de 2019, al final de su año de rookie, el Oklahoma City Thunder invitó a Donte a participar en un mini campamento de agentes libres de la NBA.
El 6 de julio de 2019, Thomas firmó un contrato de un año con el Donar Groningen de la  Dutch Basketball League (DBL) y con el que participaría también en la Basketball Champions League. Durante la temporada 2019-20 promedió 15,7 puntos y 7,4 rebotes por partido en 27,6 minutos en los 18 partidos disputados antes de ser cancelada debido a la pandemia de COVID-19.
El 22 de junio de 2020, Thomas firmó con Pallacanestro Cantù de la Lega Basket Serie A por una temporada.
El 22 de julio de 2021, firma por el Alba Fehérvár de la Nemzeti Bajnokság I/A.
El 13 de noviembre de 2021, regresa al Donar Groningen de la Dutch Basketball League (DBL).
En la temporada 2022-23, firma por el Heroes Den Bosch de la BNXT League.